# Heather Graham

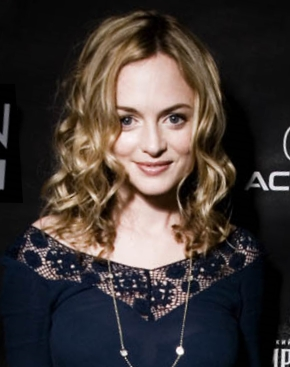
Heather Graham 2007.

Heather Joan Graham, född 29 januari 1970 i Milwaukee, Wisconsin, är en amerikansk skådespelare och fotomodell. Hon fick sitt genombrott med sin roll i filmen Drugstore Cowboy (1989). Hon är också känd för sin roll i Boogie Nights (1997).

## Filmografi (urval)
- 1988 – Nu är det kört
- 1989 – Drugstore Cowboy
- 1990 – Jag älskar dig till döds
- 1991 – Twin Peaks (TV-serie) (sex avsnitt)
- 1991 – Shout
- 1992 – Twin Peaks: Fire Walk with Me
- 1992 – Diggstown
- 1993 – Balladen om Little Jo
- 1993 – Even Cowgirls Get the Blues
- 1993 – Ett oväntat besök
- 1994 – Mrs. Parker and the Vicious Circle
- 1996 – Du, var är brudarna?
- 1997 – Nowhere
- 1997 – Two Girls and a Guy
- 1997 – Boogie Nights
- 1997 – Scream 2
- 1998 – Lost in Space
- 1999 – Austin Powers: The Spy Who Shagged Me
- 1999 – Knubbigt regn
- 2000 – Committed
- 2001 – Skojar du, eller?
- 2001 – Sidewalks of New York
- 2001 – From Hell
- 2002 – Killing Me Softly
- 2002 – The Guru
- 2003 – Anger Management
- 2003 – Hope Springs
- 2004 – Arrested Development (TV-serie) (avsnittet "Shock and Aww")
- 2004–2005 – Scrubs (TV-serie) (nio avsnitt)
- 2005 – Mary
- 2005 – Cake (även exekutiv producent)
- 2006 – The Oh in Ohio (ej krediterad)
- 2006 – Bobby
- 2006 – Gray Matters
- 2007 – Adrift in Manhattan
- 2008 – Baby on Board
- 2008 – Miss Conception
- 2009 – ExTerminators
- 2009 – Baksmällan
- 2009 – Boogie Woogie
- 2010 – Father of Invention
- 2011 – 5 Days of War
- 2011 – Judy Moody and the Not Bummer Summer
- 2012 – Cherry
- 2012 – At Any Price
- 2013 – Baksmällan del III
- 2013 – Compulsion
- 2013 – Horns
- 2014 – Flowers in the Attic
- 2014 – Behaving Badly
- 2018 – Half Magic (även manus & regi)
- 2019 – The Rest of Us
- 2023 – Extrapolations (TV-serie) (ett avsnitt)
- 2023 – Suitable Flesh
- 2024 – Chosen Family (även manus & regi)